# Ruth Struwe
Ruth Struwe (* 27. Januar 1946 in Melbourne als Ruth Rose) ist eine deutsche Prähistorikerin.
Ruth Struwe studierte Ur- und Frühgeschichte an der Humboldt-Universität zu Berlin, wo sie seit 1973 Mitarbeiterin des Bereiches beziehungsweise des Lehrstuhls für Ur- und Frühgeschichte war. Struwe promovierte 1974 mit einer Arbeit zum Thema Untersuchungen zum älteren Abschnitt der Urgeschichte Australiens aufgrund einer Analyse der Steinindustrien Australiens und dreier Fundkomplexe aus Neuguinea und Indonesien, Gutachter war Heinz Grünert. 1985 wurde Struwe planmäßige wissenschaftliche Aspirantin. Im Juni 1989 erfolgte die Promotion B mit einer Untersuchung zum Thema Die Herausbildung des Jetztmenschen und seiner Kultur. Eine interdisziplinäre Fragestellung vornehmlich aus archäologischer Sicht, Gutachter waren Joachim Herrmann, Bernhard Gramsch und erneut Grünert. 1989 wurde sie wissenschaftliche Mitarbeiterin am Wissenschaftsbereich Ur- und Frühgeschichte, seit 1991 war sie wissenschaftliche Mitarbeiterin am Lehrstuhl für Ur- und Frühgeschichte. Bis Anfang 2008 lehrte Struwe als Privatdozentin an der Humboldt-Universität zu Berlin.
Ruth Struwes Forschungsinteressen sind weit gestreut. Sie forscht vor allem zur Menschwerdung und dem Paläolithikum, zur Ethnoarchäologie bei Gemeinschaften mit Jagd- und Sammelwirtschaft, zur australischen Urgeschichte und zur interessenbezogenen Forschungsgeschichte des Faches um 1900. Studienaufenthalte führten sie 1971 und 1996 nach Australien und Südostasien sowie 1986/87 nach Osteuropa. Sie war gemeinsam mit Johan Callmer verantwortliche Redakteurin und Mitherausgeberin der Ethnographisch-Archäologischen Zeitschrift, die am Institut angesiedelt war. Zudem forscht Struwe zur Geschichte der Archäologie, insbesondere der Rolle von Frauen in der Disziplin.

## Schriften
- Untersuchungen zum älteren Abschnitt der Urgeschichte Australiens aufgrund einer Analyse der Steinindustrien Australiens und dreier Fundkomplexe aus Neuguinea und Indonesien. Berlin 1974.
- Die Herausbildung des Jetztmenschen und seiner Kultur. Eine interdisziplinäre Fragestellung vornehmlich aus archäologischer Sicht (2 Bände). Berlin 1989.
- Kulturgut aus Britisch-Indien und Tasmanien in deutschen Museen, gesammelt vom Geologen und Paläontologen Fritz Noetling während seines wechselvollen Lebens. In: Curiositas. Jahrbuch für Museologie und museale Quellenkunde 18, 2004, ISBN 978-3-95741-206-5, S. 1–203.